# لیندا گرنت
لیندا گرنت (به انگلیسی: Linda Grant) (زادهٔ ۱۵ فوریه ۱۹۵۲) نویسنده و روزنامه‌نگار متولد لیورپول، انگلستان است. خانوده او از یهودیان مهاجر اهل روسیه و لهستان هستند. وی دانش آموختهٔ دانشگاه سایمون فریزر در برنابی کانادا است. از برجسته‌ترین جوایزی که گرنت به‌دست آورده می‌توان به جایزه ادبیات داستانی زنان در سال ۲۰۰۰ برای کتاب زمانی که من در دوران مدرن زندگی می‌کردم و جایزه اولیس برای کتاب هنر روزنامه‌نگاری در سال ۲۰۰۸ اشاره کرد.